# Gynäkophilie
Gynäkophilie, auch Gynäphilie oder Gynophilie, (griech.: γυνή gynḗ, Gen. γυναικός gynaikós „Frau“, -philie von φιλία philía „Freundschaft“, „Liebe“) bezeichnet erwachsene Frauen als Hauptzielrichtung der romantischen, emotionalen und sexuellen Interessen einer Person. Die Adjektive heißen „gynophil“, „gynäphil“ oder „gynäkophil“. Der komplementäre Begriff ist Androphilie.
Der Begriff ist für die damit beschriebene Person unabhängig von deren biologischen Geschlecht. So sind gynophile Männer heterosexuell und gynophile Frauen homosexuell. Da es bei der Beschreibung der sexuellen Orientierung von transgeschlechtlichen, nichtbinären, intergeschlechtlichen Menschen oder dritten Geschlechtern anderer Kulturen durch die Verwendung der Begriffe homosexuell oder heterosexuell zu Verwirrung kommen kann, präzisiert in solchen Fällen des Öfteren der Begriff Gynophilie, da somit das biologische Geschlecht der begehrenden Person irrelevant wird. Bei Bisexualität spielt dies keine Rolle, denn Bisexualität ist die Vereinigungsmenge von Gynäkophilie und Androphilie.
Da der Begriff sich auf erwachsene Frauen bezieht, kann er auch zur Abgrenzung gegenüber Pädophilie verwendet werden. In den Vereinigten Staaten wird der Begriff zur genaueren Bezeichnung von Sexualstraftätern verwendet.
Magnus Hirschfeld verwendete folgende vier Begriffe, um das bevorzugte Alter einer begehrten Partnerin zu beschreiben:
- Korophilie für das Interesse an jungen Mädchen (heute wird Pädophilie für männliche und weibliche Kinder verwendet)
- Parthenophilie für das Interesse an Mädchen in der Pubertät
- Gynäkophilie für das Interesse an erwachsenen Frauen
- Graophilie für das Interesse an Greisinnen (heute wird Gerontophilie für alte Männer und Frauen verwendet)

Der Sexologe Kurt Freund war aufgrund seiner Untersuchungen der Überzeugung, dass es sowieso besser sei, die Begriffe androphil und gynophil zu nutzen als homosexuell und heterosexuell. Seine Untersuchungen hatten ihn zu der Einsicht geführt, dass es einen Unterschied gebe zwischen dem, was ein Mensch als erregend empfindet, und seinen Handlungen. Menschen lassen sich zwar auf sexuelle Aktivitäten mit Männern, Frauen oder beiden ein – jedoch zeigen nur wenige tatsächlich Reizreaktionen auf beide Geschlechter.